# Квадрангл Mare Acidalium

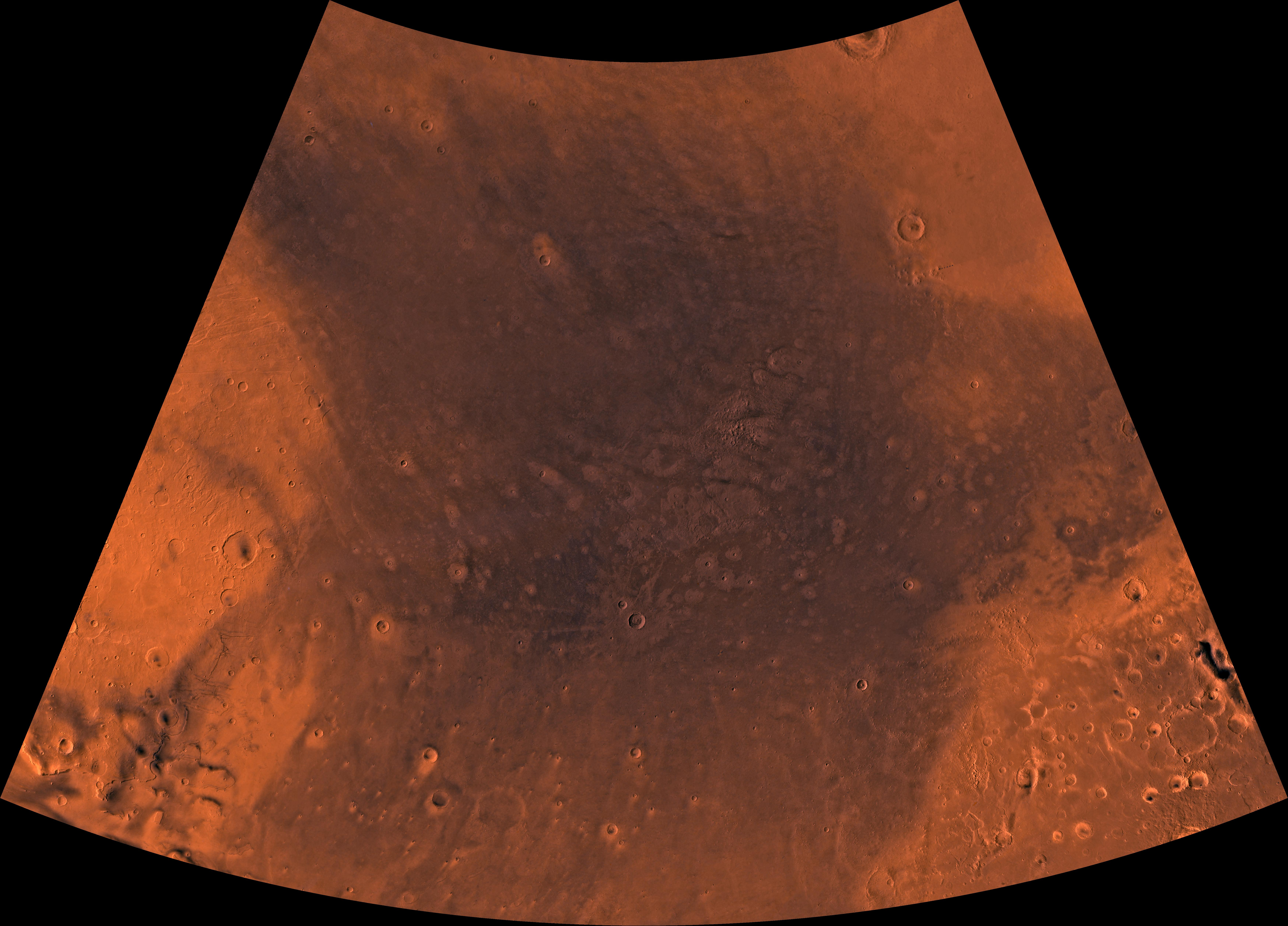
Знімок квадрангла Mare Acidalium (MC-4). На фото чітко видно великі кратери — Ломоносов (вгорі справа, скраю) та Куновскі (вгорі справа). Знамените «обличчя» на Марсі розташоване у місцевості Cydonia Mensae (внизу справа).

Квадрангл Mare Acidalium це — одна із серії 30 квадранглових (чотирикутних) карт планети Марс, які розробила й створила Геологічна служба США (USGS) в рамках дослідницької програми Astrogeology Research Program. Цей квадрангл розташований у північно-східній частині західної півкулі Марса, і покриває територію від 300° до 360° східної довготи ((від 0° до 60° західної довготи) та від 30° до 65° північної широти. Мапа квадрангла створена з використанням конформної конічної проєкції Ламберта при масштабі 1:5 000 000 (1:5M). Іноді для означення квадрангла Mare Acidalium використовується скорочення MC-4 (Mars Chart-4).
Північна та південна межі квадрангла в довжину становлять приблизно 3 065 км та 1 500 км, відповідно. Протяжність із півночі на південь дорівнює близько 2 050 км (трішки менше, ніж довжина Гренландії). Квадрангл покриває територію площею, приблизно, 4.9 мільйонів квадратних кілометрів, іншими словами — трішки більше, ніж 3% всієї поверхні Марса.
Даний регіон містить дуже багато яскравих цяток на темному фоні поверхні, які можуть бути грязьовими вулканами. Також присутні утворення на поверхні у формі ярів, які, як вважається, могли сформуватись під впливом порівняно недавніх потоків рідкої води.

## Походження назви
Mare Acidalium (Ацидалійське море) — це назва видимої із телескопа альбедо-деталі на поверхні Марса, центр якої розташований приблизно у точці 45° пн. ш. 330° сх. д. / 45° пн. ш. 330° сх. д.. У свою чергу, ця деталь отримала свою назву від криниці чи фонтану у Беотії, Греція. Згідно із класичною легендою, ця криниця була місцем, де купалися богиня Венера три Грації. Назва була затверджена Міжнародним астрономічним союзом (IAU) у 1958 році.

## Фізична географія та геологія
Квадрангл містить чимало цікавих об'єктів, в тому числі — яри та ймовірні берегові лінії древнього північного океану. Деякі області мають густі геологічні нашарування. Межа між південними височинами та північними низинами проходить через Mare Acidalium. Місцевість, яка є широко популярною серед громадськості, знана під назвою «Обличчя на Марсі», розташована поблизу точки із координатами 40.8 градусів північної широти та 9.6 градусів західної довготи, в регіоні під назвою Кідонія. Після того, як космічний апарат Mars Global Surveyor дослідив його за допомогою своєї камери із високою роздільністю, гадане «обличчя» виявилось всього лиш столовою горою, поруйнованою внаслідок ерозії. На території Mare Acidalium міститься система каньйонів під назвою Kasei Valles. Ця гігантська система у деяких місцях досягає в ширину навіть 300 миль (483 км), тоді як земний Великий Каньйон має в ширину всього лиш 18 миль (29 км).

## Яри
Знімок Arcadia Colles нижче, виконаний камерою HiRISE, демонструє яри, які можна побачити у північній півкулі Марса. Яри утворюються на стрімких схилах, особливо на схилах кратерів. Вважається, що ці яри є порівняно молодими утвореннями, оскільки вони дуже слабо (якщо взагалі) поруйновані кратерами, а також зазвичай розташовуються на верхніх частинах піщаних дюн, які вже самі по собі є молодими. Зазвичай кожен такий яр має альков, основний канал та лійкоподібне «гирло». Хоча досі було висловлено чимало припущень стосовно походження цих ярів, найпопулярніші з них стверджують, що яроутворення було спричинене потоками рідкої води, яка виходила або з підземного водоносного горизонту, або із залишків древнього льодовика.

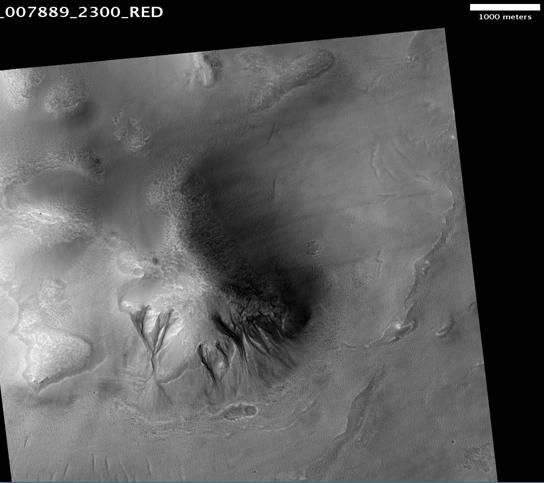
Яри та інші деталі у Acidalia Colles. Знімок виконано HiRISE. Лінія масштабу відповідає 1,000 метрів.
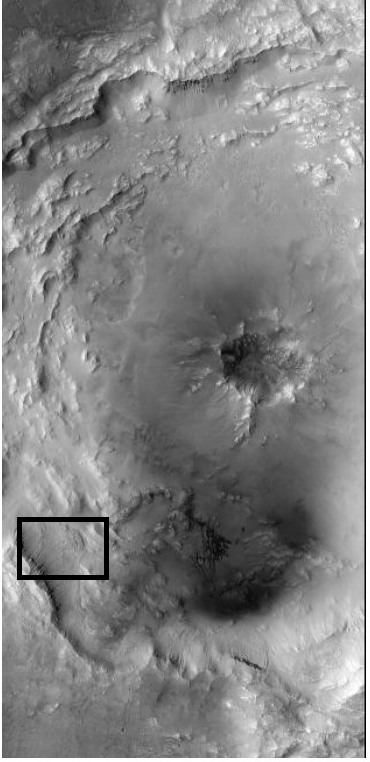
Контекст для наступного знімка кратера Бамберг. Знімок виконано апаратом Mars Reconnaissance Orbiter.
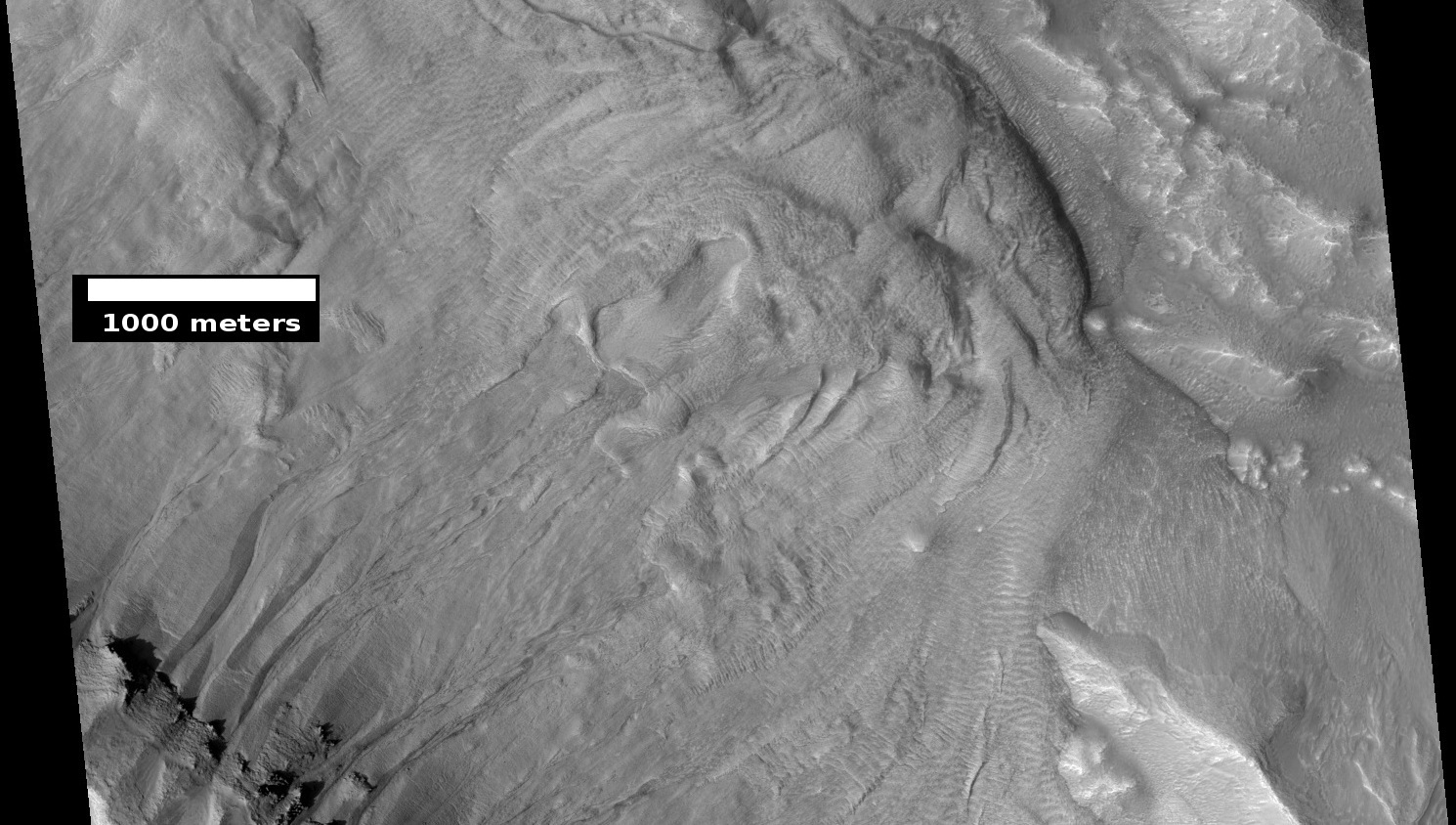
Кратер Бамберг. Яри та масивний потік матеріалу, знімок виконано HiRISE в рамках програми HiWish. У наступних двох знімках можна побачити збільшені зображення ярів.
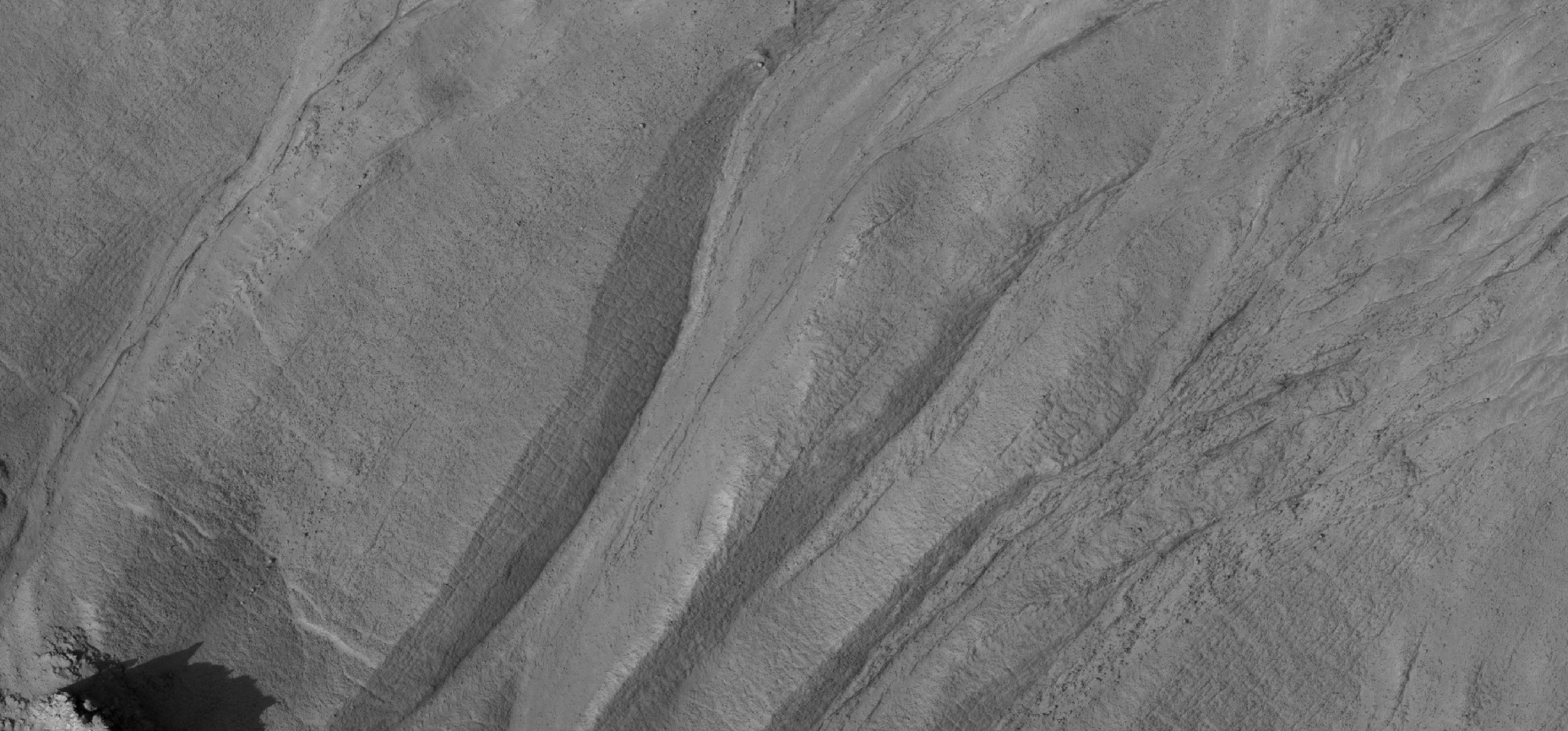
Збільшений знімок декількох ярів (HiRISE, в рамках програми HiWish).
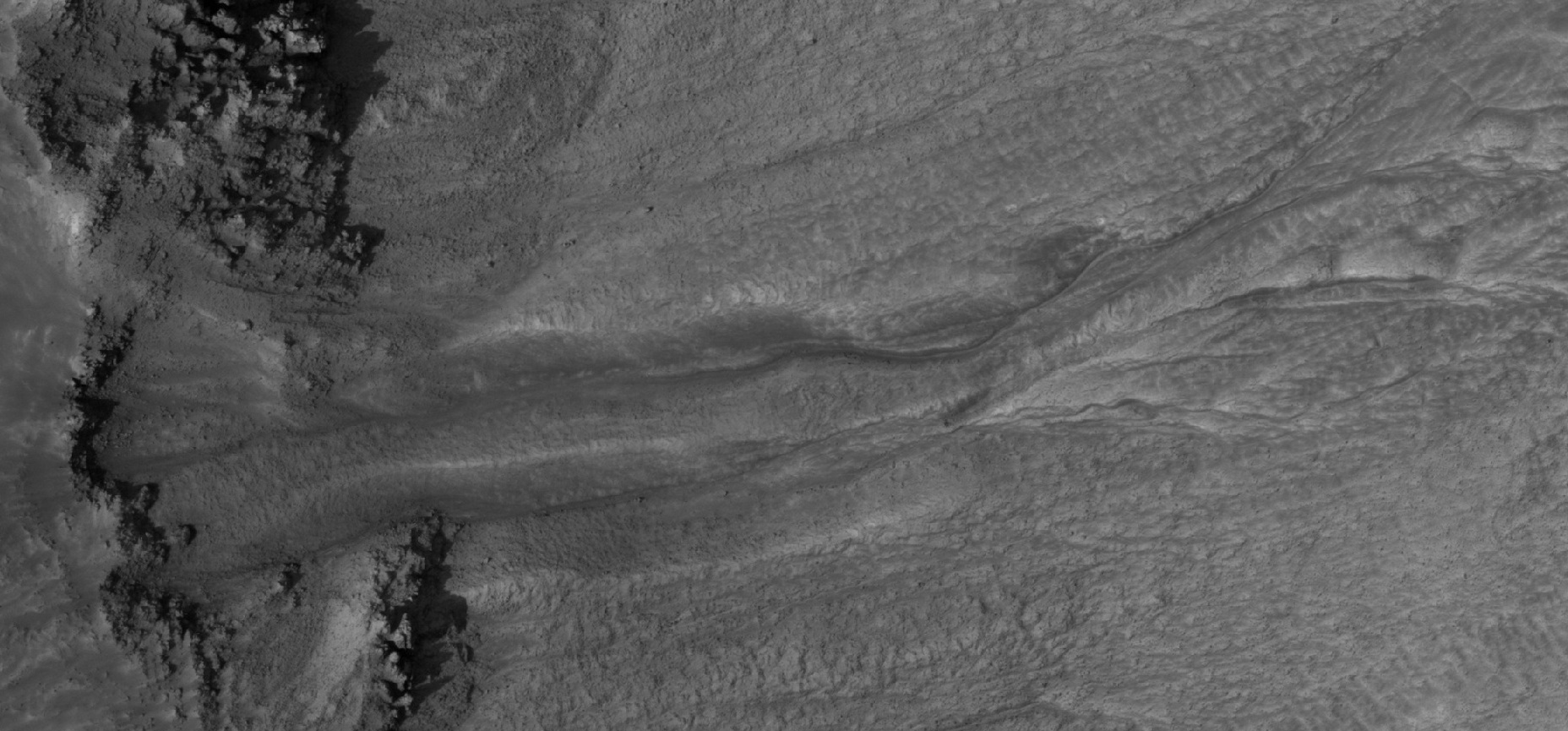
Збільшене зображення іншого яру з того ж знімка HiRISE.
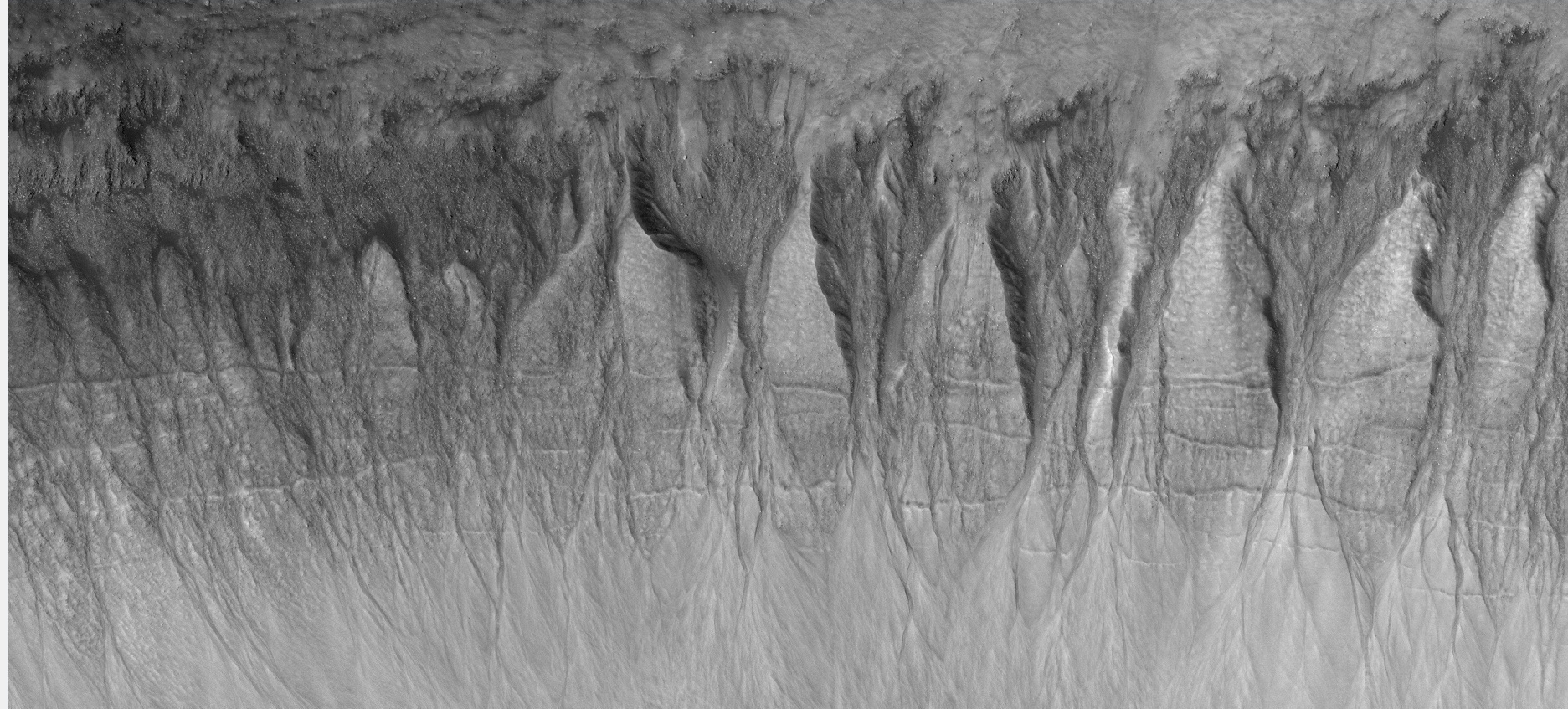
Яри (HiRISE, в рамках програми HiWish).
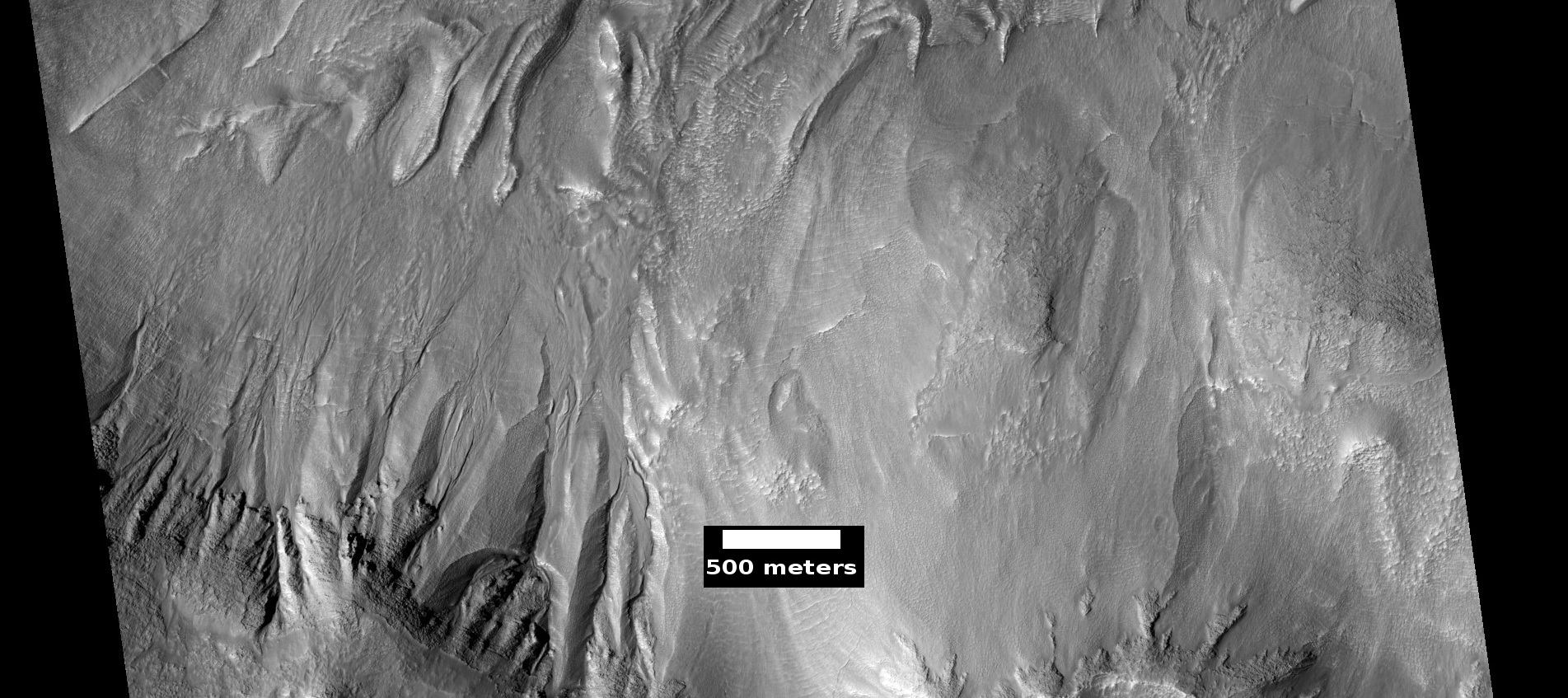
Яри у кратері (HiRISE, в рамках програми HiWish).
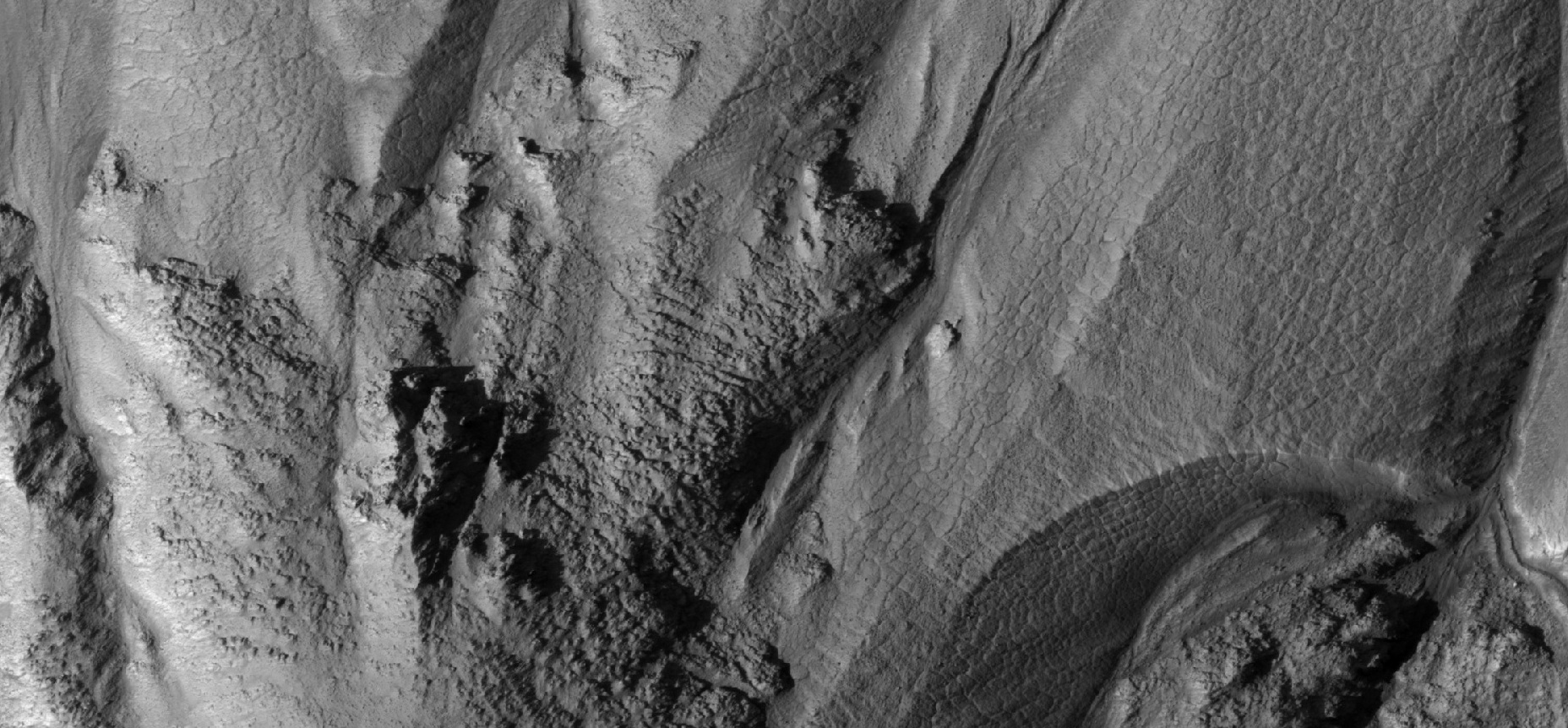
Збільшене зображення ярів у кратері із попереднього знімка (HiRISE, в рамках програми HiWish).

Існують ознаки, які можуть слугувати підтвердженнями для обидвох теорій. Більшість альковів — верхівок ярів — виникли на одному й тому ж рівні, як цього можна було б очікувати від водоносного горизонту. Різноманітні вимірювання та підрахунки свідчать про те, що вода в рідкому стані могла існувати у водоносному горизонті на тих глибинах, на яких починаються сучасні яри. В одному з варіантів цієї моделі підняття гарячої магми із внутрішніх шарів планети могло розтопити лід під поверхнею і тим самим спричинити появу потоків води у водоносних горизонтах. Водоносні горизонти — це шари, які дають воді можливість утворювати потоки. Вони можуть складатись із пористого пісковику. Такий шар був би розміщений на іншому шарі, який є навпаки, водонепроникним, і таким чином не дає воді просочуватися глибше. Єдиний напрямок, у якому спіймана у таку пастку вода могла б текти — це горизонтальний. У такому випадку вода могла б витікати на поверхню у місці, де водний горизонт досягає якогось розлому, наприклад, стінки кратера. На Землі такі водні горизонти є досить поширеними. Чудовим прикладом одного з них є «Скеля, що плаче» у національному парку Зайон, що у штаті Юта.
З іншого боку, існують докази того, що можлива й альтернативна теорія появи ярів, оскільки поверхня Марса покрита товстим шаром гладкої мантії, яка, вважається, є сумішшю льоду та пилу. Такий багатий на лід покрив, товщиною у декілька метрів, згладжує загальний рельєф, проте у деяких місцях має вибоїсту текстуру, нагадуючи поверхню м'яча для баскетболу. За певних умов лід міг би розтанути та стікати потоками по схилах, тим самим формуючи яри. Але оскільки на цій мантії є дуже мало кратерів, вона є порівняно молодою. Вигляд цієї мантії чудово демонструє знімок ободку кратера Птолемей, виконаний камерою HiRISE.
Зміни в орбіті Марса та її нахил спричинюють значні зміни у розповсюдженні водяного льоду із полярних регіонів у нижчі широти. Протягом певних кліматичних періодів вода у формі пари виходить із полярного льоду та проникає в атмосферу. Потім вода повертається в ґрунт, але вже у нижчих широтах, відкладаючись у вигляді льоду чи снігу, щедро розбавленого пилюкою. Атмосфера Марса містить чимало дрібнозернистих частинок пилу. Водні випари конденсуються на частинках, а тоді важкі частинки із водою падуть та скупчуються на поверхні. Коли лід із поверхні просочується в атмосферу, по собі він залишає пил, який становить захисний покрив для решти льоду.

## Кратери
Метеоритні кратери зазвичай мають краї у формі круглого ободку із виверженими породами навколо нього, тоді як вулканічні кратери зазвичай не мають такого обіодку чи бічних вивержень. Іноді в кратерах можна побачити різні геологічні шари. Оскільки зіткнення, в результаті якого утворюється кратер, має форму надпотужного вибуху, скельні породи у вигляді кам'яних уламків викидаються на поверхню, а отже, в кратері відкривається те, що до цього перебувало глибоко під поверхнею.

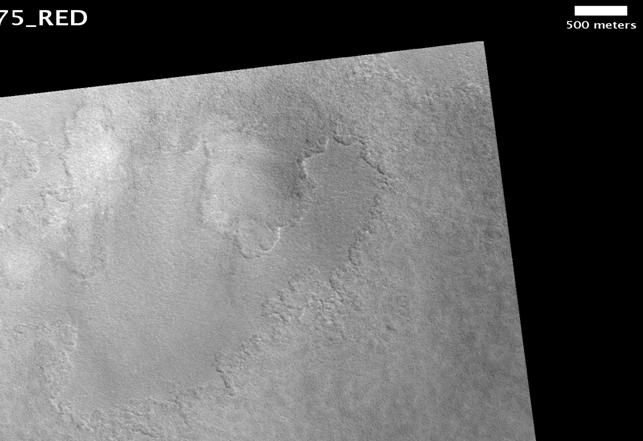
Підніжжя кратера Куновскі, знімок виконано HiRISE.  Довжина лінії справа вгорі відповідає 500 метрам на місцевості.
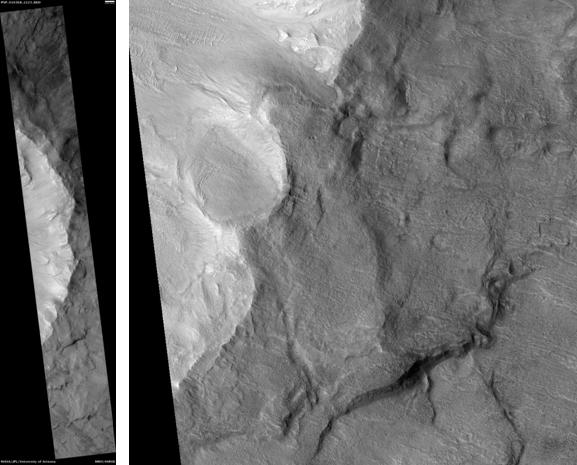
Кратер Боунстелл, знімок із HiRISE.  Довжина лінійки масштабу дорівнює 1000 метрів.
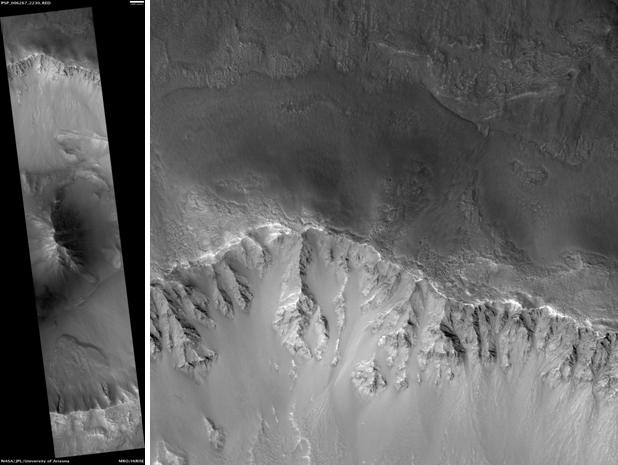
Кратер Арандас, знімок із HiRISE.  Лінійка масштабу дорівнює 1000 метрів.
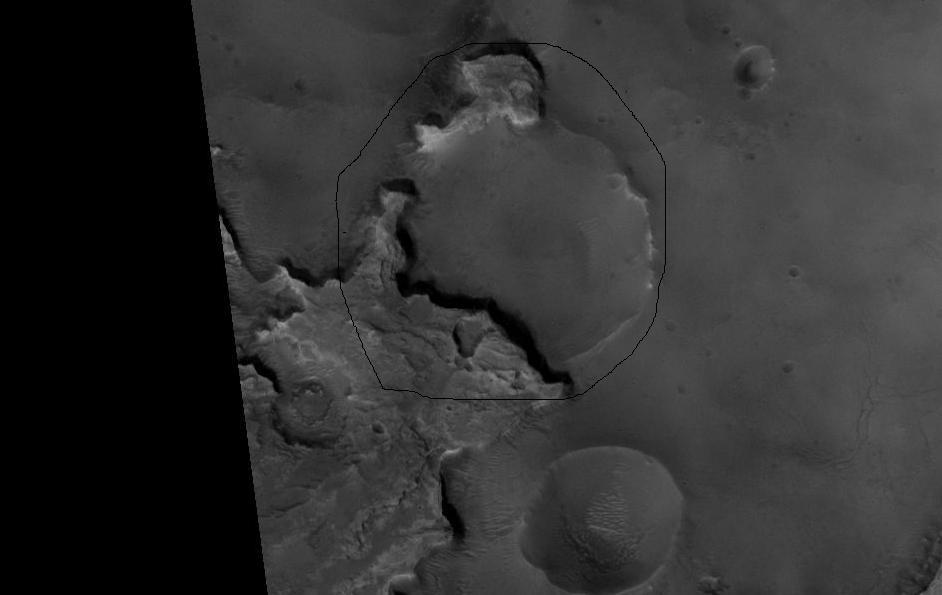
Відкритий під поверхнею древній кратер у Mare Acidalium, знімок із Mars Global Surveyor.
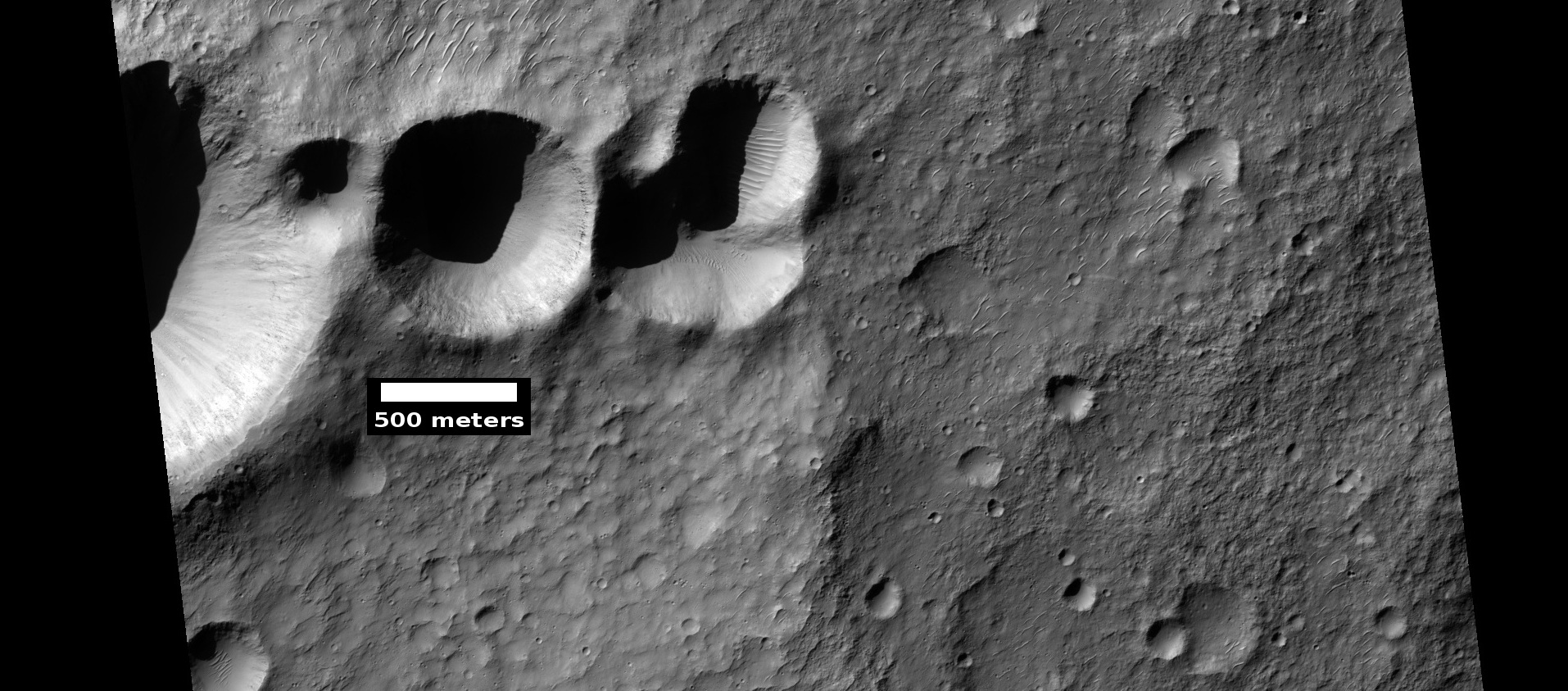
Група кратерів, які могли утворитися в один і той самий час, після того, як астероїд розламався на шматки при падінні. Якби ці кратери утворилися в різний час, вони б зрівняли частини один одного (HiRISE, в рамках програми HiWish). Місцевість на знімку розташована в регіоні Terra Cimmeria.
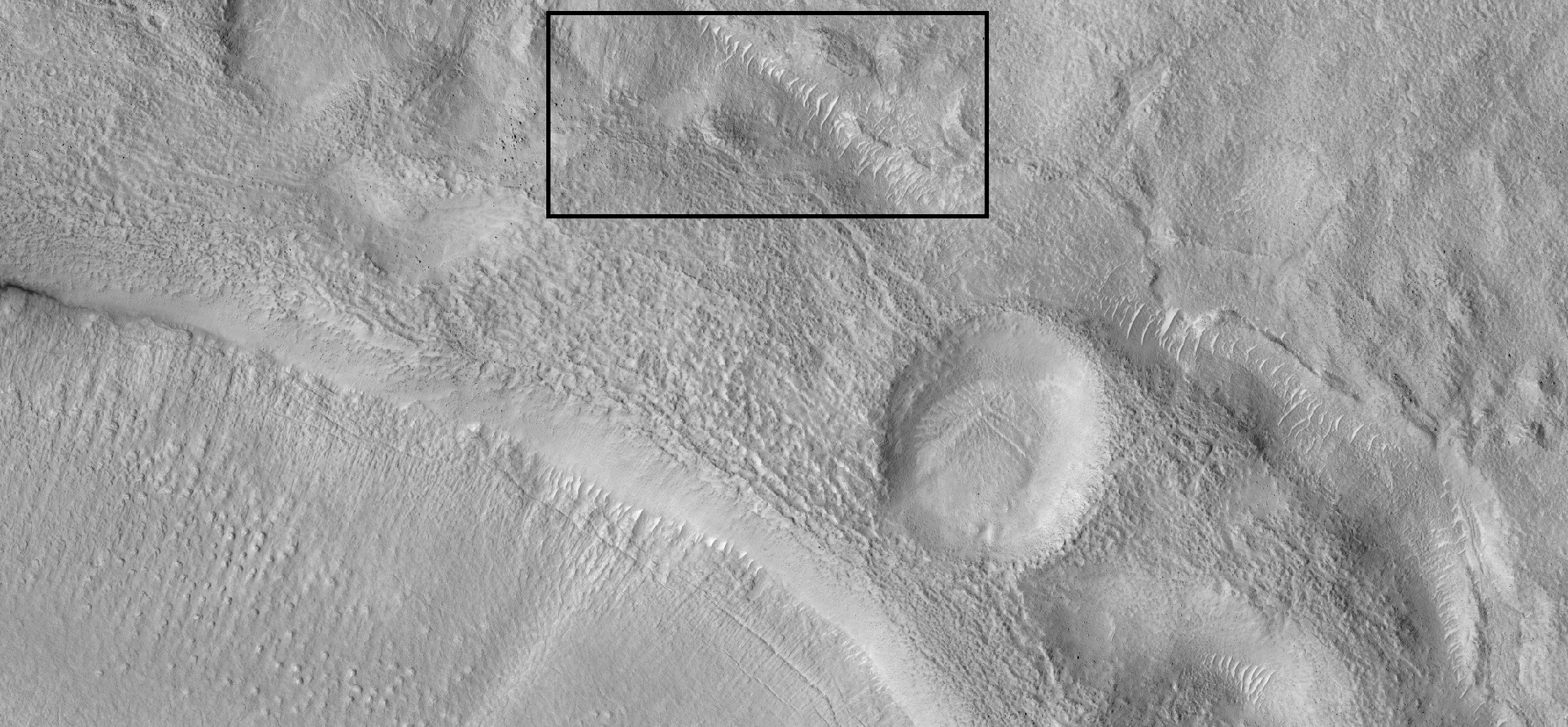
Кратер із бічними виверженнями (HiRISE, в рамках програми HiWish). Виділена територія показана у збільшеному вигляді на наступному знімку.
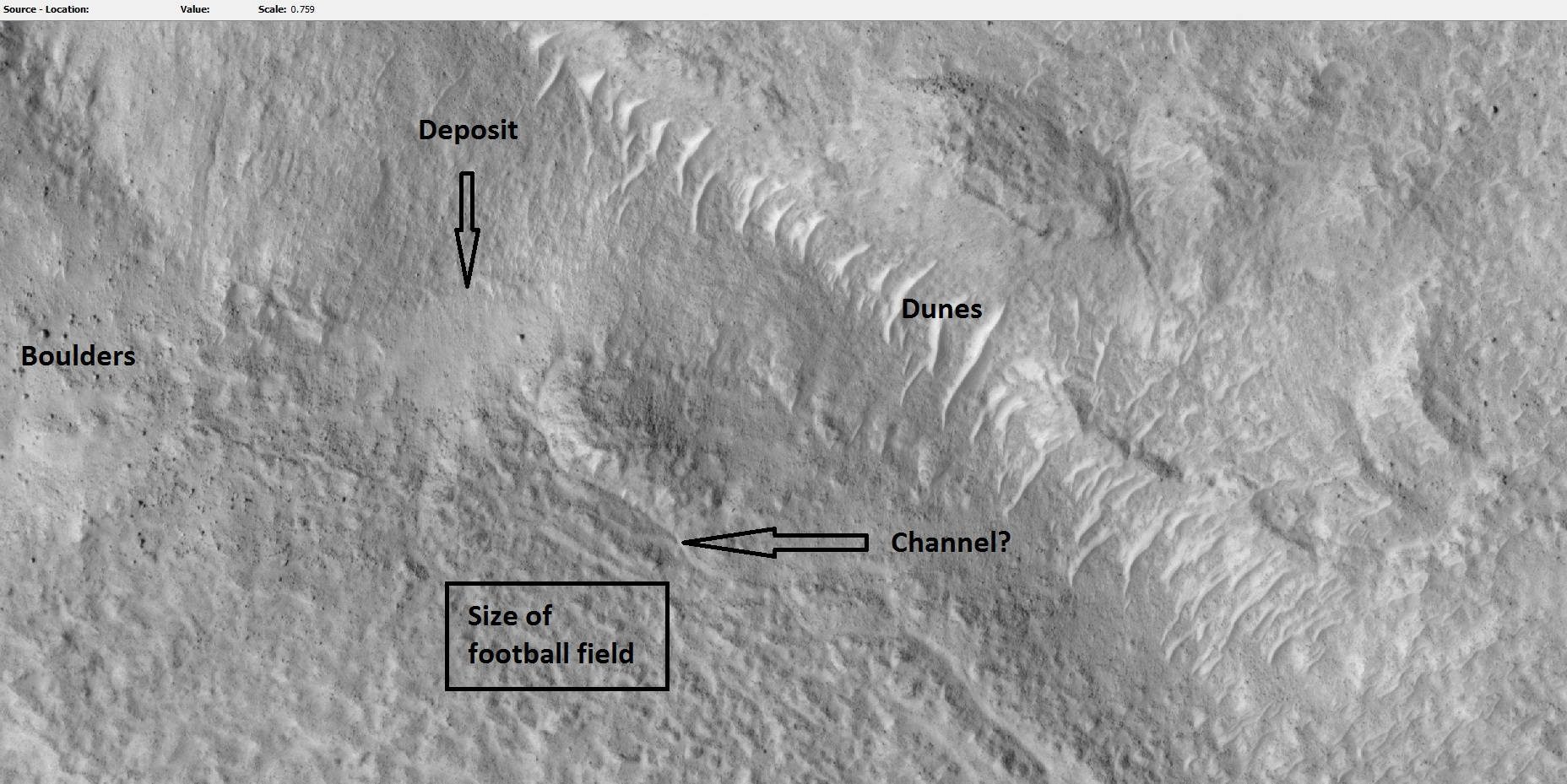
Збільшений знімок вивержень кратера, на якому видно канал із відкладенням породи у кінці (HiRISE, в рамках програми HiWish).
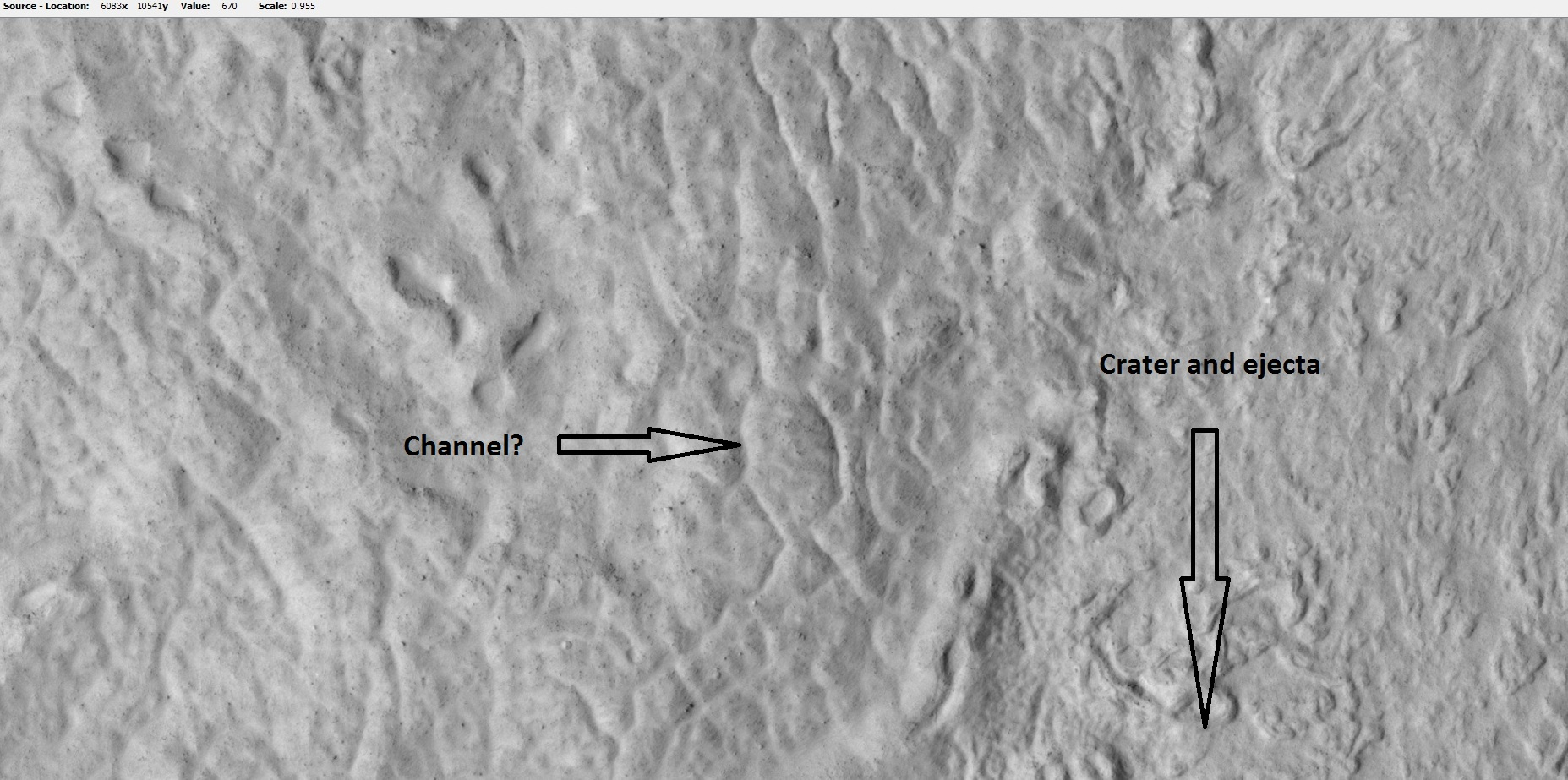
Збільшений знімок поверхні поблизу краю кратера (HiRISE, в рамках програми HiWish). Невеличкий канал міг утворитися під впливом води, яка могла перед цим перебувати в замороженому стані під землею, а під час удару — розтанути.
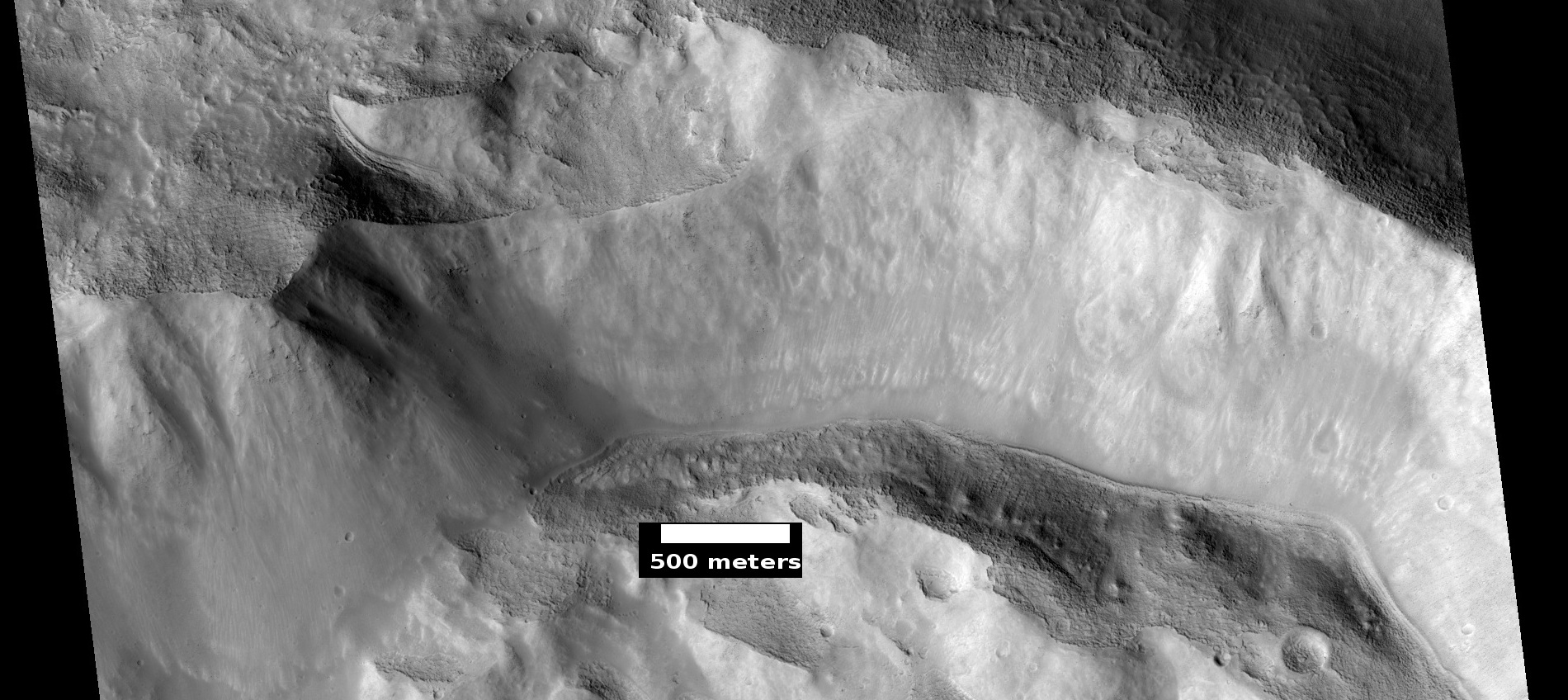
Стіна кратера, покрита гладенькою мантією (HiRISE, в рамках програми HiWish).

## Грязьові вулкани
Великі ділянки квадрангла Mare Acidalium на знімках мають велику кількість яскравих цяток, які добре виділяються на темному фоні поверхні. Припускають, що ці цятки є грязьовими вулканами. Було нанесено на карту понад 18 000 таких деталей поверхні, середнє значення діаметра яких становить близько 800 метрів. Регіон Mare Acidalium міг отримувати значну кількість грязі та рідини із проточних каналів, тож у цій місцевості могло призбиратися досить багато грязі. Було виявлено, що яскраві кургани містять кристалічні оксиди заліза. Грязьовий вулканізм у цій місцевості може мати надзвичайно велике значення, оскільки саме тут могли утворитися підземні резервуари та канали глибинних вод, які могли проіснувати набагато довше, ніж всі інші ймовірні водойми на Марсі. Вони могли становити середовище, придатне для життя мікроорганізмів. Грязьові вулкани також можуть вивергати зразки породи із глибинних шарів, а ці зразки могли б бути вивченими роботами.

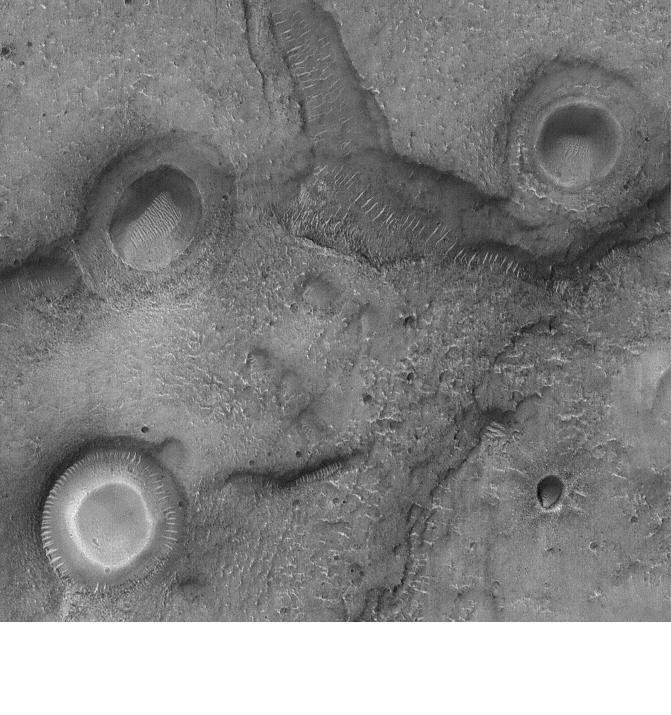
Кратери із білими центрами на території Mare Acidalium. Піщані дюни видно у низинних регіонах на знімку. Деякі із деталей на зображенні можуть бути грязьовими вулканами. Знімок виконаний апаратом Mars Global Surveyor в рамках програми MOC Public Targeting Program.
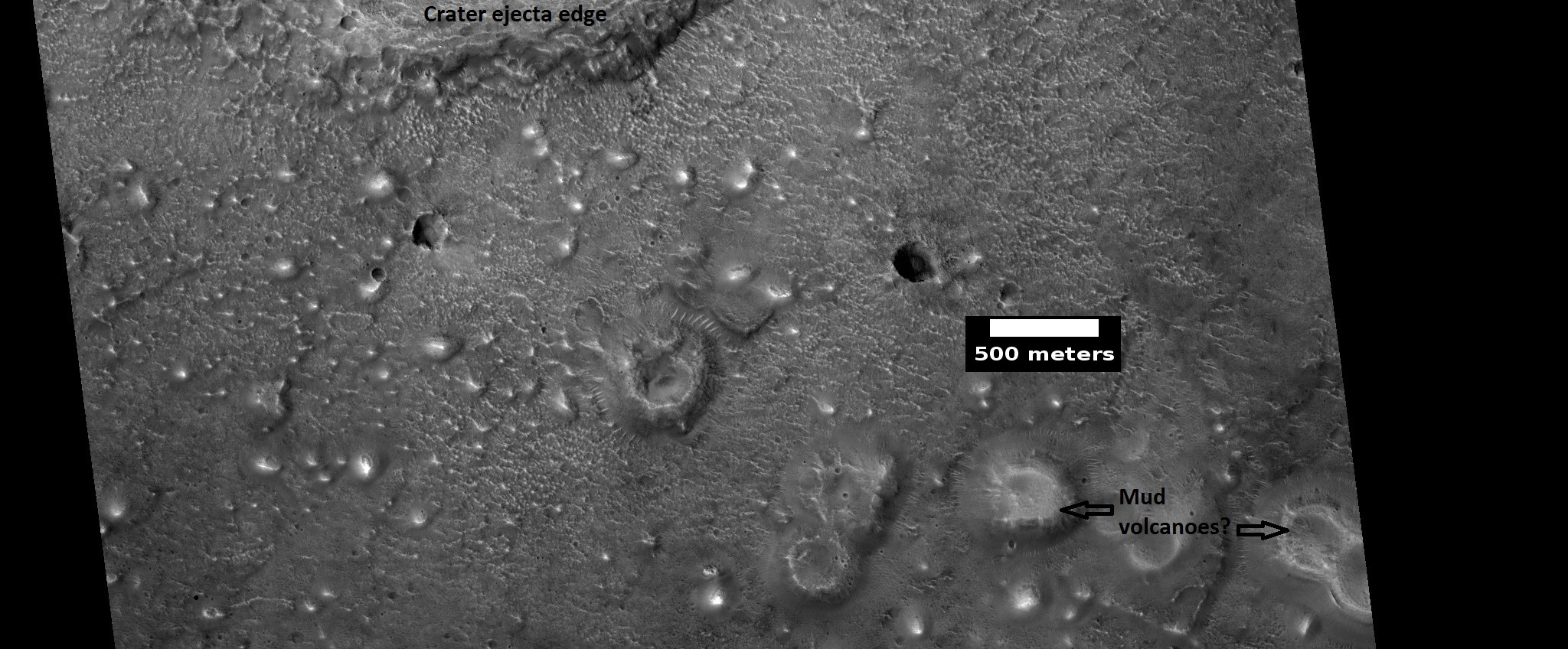
Грязьові вулкани поблизу краю сусіднього кратера (HiRISE, в рамках програми HiWish).

## Галерея

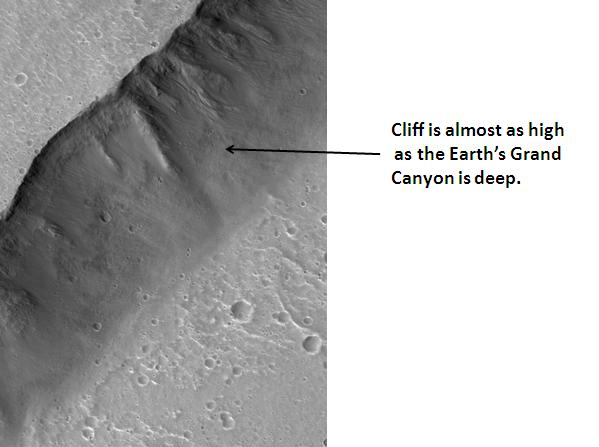
Стрімчак у системі каньйонів Kasei Valles, знімок із HiRISE.
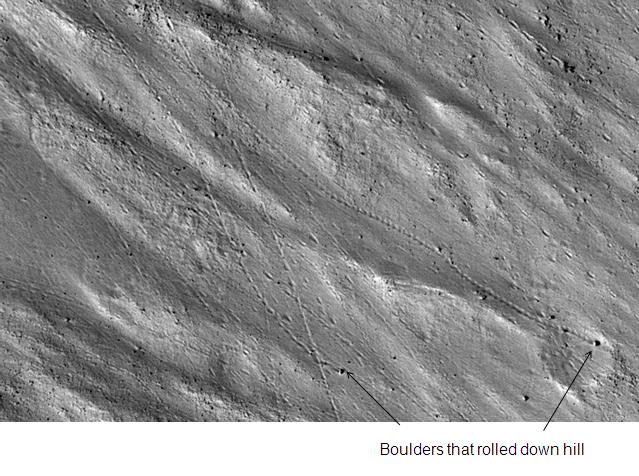
Збільшене зображення стрімчака у Kasei Valles із попереднього знімка. На фото видно валуни та їх сліди після того, як вони скотились із верхівки скелі. Розмір одного такого валуна становить всього лиш близько 2 метрів.
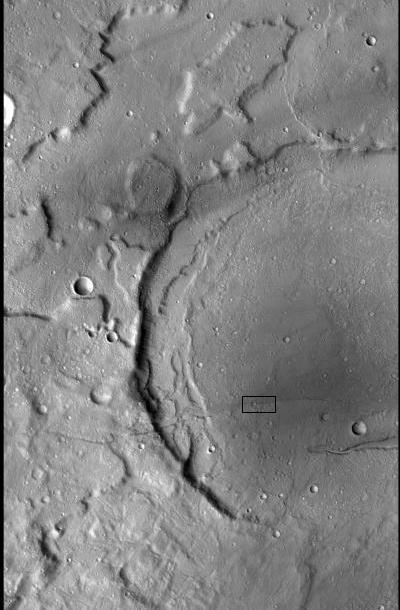
Знімок, який демонструє контекст для наступної фотографії із зображенням розлому.
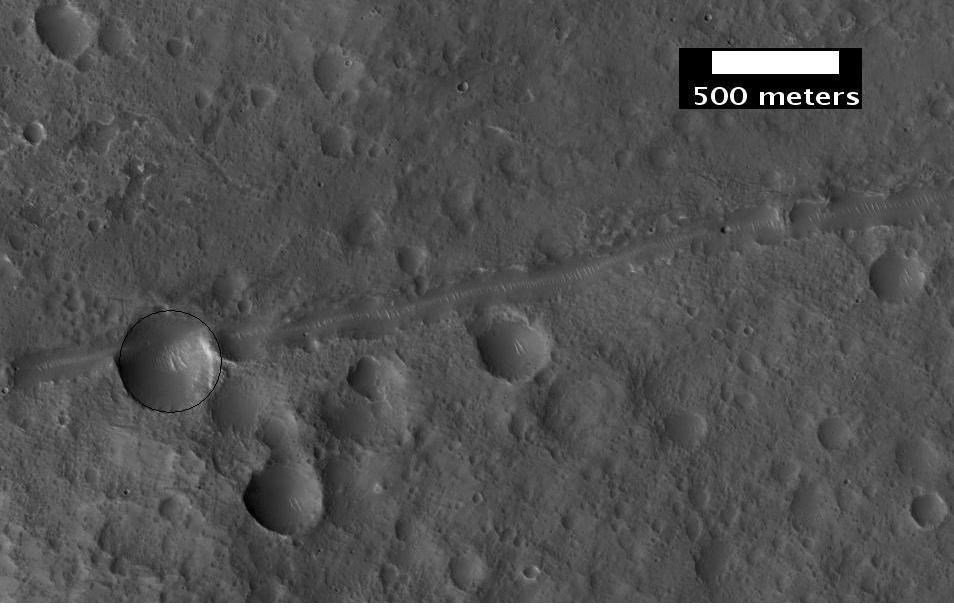
Збільшений знімок ймовірного розлому у Mare Acidalium (HiRISE, в рамках програми HiWish). Кратер обведений колом, аби показати, що його форма могла бути змінена внаслідок руху в розломі.
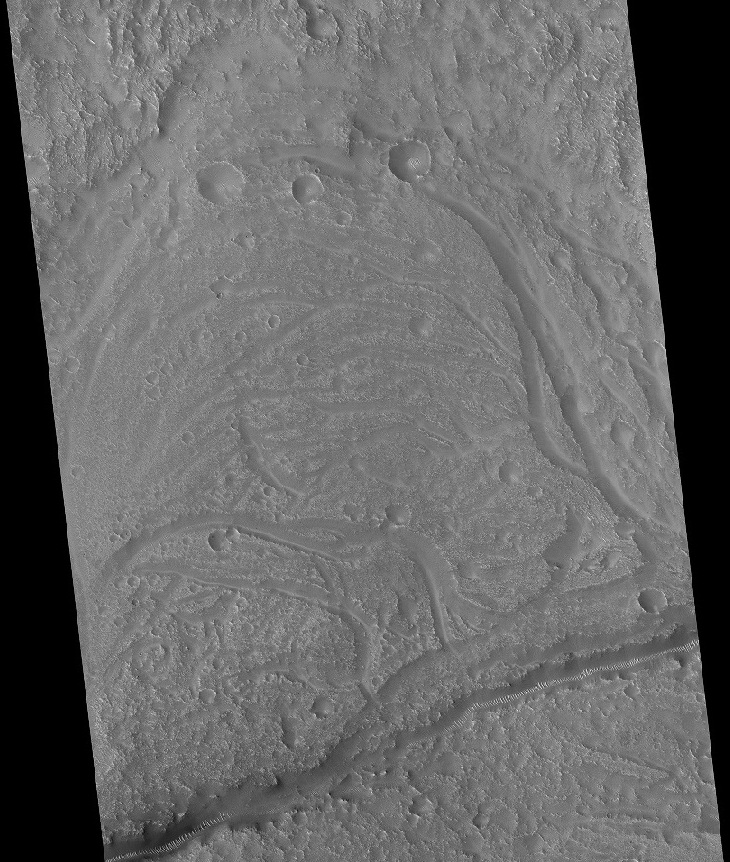
Звивини потоків (HiRISE, в рамках програми HiWish).